# Takaroa
Takaroa egy teljesen körbezárt atoll sziget a Dél-Csendes-óceánon. A terület politikailag Francia Polinéziához tartozik. Takaroa a Tuamotu-szigetek egyik alcsoportjának, a György király szigetcsoportnak a része. A György király-szigetek a Tuamotu szigetcsoport északnyugati részén található. A György király-szigetek másik négy tagja Ahe, Manihi, Takapoto és Tikei. A szigetcsoport legkeletibb szigete Tikei és a legnyugatibb Ahe. A kettő között lévő távolság mintegy 200 km. Legközelebbi szomszédja Takapoto csupán 10 km-re van tőle keletre. Takaroa Tahititől 570 km-re északkeletre található. Az északnyugatról délkelet felé elnyúló Palliser szigetcsoport alakjától eltérően a György király-szigetek ennek a tükörképeként délnyugatról északkelet felé nyúlik el.

## Földrajza
Teavaroa egy viszonylag nagy, elnyújtott, atoll, ovális alakú lagúnával, amely 6,5 km széles és 26 km hosszú, területe 93 km². A korallzátony számtalan kis szigetből áll. A lagúna gazdag élővilága a búvárok körében jól ismert. A lagúnának csupán egy bejárata van az atoll keleti csúcsánál, ezen át lehet az óceán felől bejutni.
A legfőbb település az atollon Teavaroa, de körben mindenhol élnek emberek az atoll egyéb részein is.

## Története
Takaroa tuamotu-szigeteki nyelven egy haragos isten neve, Te Tumu és Te Papa fia, aki felgyújtotta az eget, hogy elpusztítsa. Emellett a szigeten élt Moeava, egy hatalmas harcos és bátor hajós, aki a mai napig a tuamotu szigetcsoport sok legendáinak és dalainak mitikus hőse.
Még ma is hallani meséket a csúf Mauiról és jóképű öccséről, Kuriról. Maui feleségül vette a gyönyörű Hinát, aki azonban jobban vonzódott Kurihoz. Amikor egy nap Maui tetten érte kettejüket, öccsét kutyává változtatta. Hina elsírta bánatát bátyjának, aki egy varázserővel bíró madár volt. Kérte őt, hogy repítse el őket messzire, ahol Maui varázserejétől biztonságban lehetnek. Hina bátyja a holdra repítette el őket, ahol a mai napig láthatóak teliholdkor.
Az atollon gazdag mitológiai és vallási maradványok (maraék) találhatók, amelyet az 1930-as években tárt fel Kenneth P. Emory amerikai régész.  A 10 x 7 méteres, négyzet alakú Mahina-i-te-ata romok a sziget északkeleti részén találhatóak. Helyenként állnak még az egykor korall sziklából készült falak. Bizonyos részeken a fal akár a két métert is eléri. A maradványok alapos tanulmányozása még várat magára.
Az első európaiak, akik a szigetre érkeztek Willem Schouten és Jacob Le Maire holland hajósok voltak 1616-ban. A szigetnek a "Zonderground Eiland" nevet adták. Egy évszázaddal később honfitársuk Jakob Roggeveen szállt partra a szigeten. Ezután a britek következtek. 1765. június 12-én John Byron (a polinéz Tioka elnevezést adja a szigetnek), 1774. áprilisában James Cook kapitány (Tiokea szigetét említi hajónaplójában), 1797. június 30-án James Wilson hajós. Jules Dumont d'Urville francia hajós 1838. szeptemberében, egy évvel később az amerikai Charles Wilkes látogatott el az atollra.
A 19. században Takaroa szigetét a franciák magukhoz csatolták. Ekkor a területen 75 ember élt. A lakosság kókusz olajat készített, évente 30 tonnát (1860. tájékán).
Takaroa 1000 m hosszú pályával rendelkező repülőterét 1986-ban adták át (IATA-kód: TKX, ICAO-kód: NTKR).

## Közigazgatás
Takaroa települési önkormányzatához tartozik Takaroa, Takapoto atoll, valamint Tikei sziget.